# Vieira Machado
Vieira Machado é um distrito do município de Muniz Freire, no Espírito Santo. O distrito possui  cerca de 1 400 habitantes e está situado na região sudeste do município.